# Heippes
Heippes är en kommun i departementet Meuse i regionen Grand Est (tidigare regionen Lorraine) i nordöstra Frankrike. Kommunen ligger i kantonen Souilly som tillhör arrondissementet Verdun. År 2022 hade Heippes 83 invånare.

## Befolkningsutveckling
Antalet invånare i kommunen Heippes
| Referens: INSEE |